# پروانه‌ماهی سیشل
پروانه‌ماهی سیشل (نام علمی: Chaetodon madagaskariensis) نام یک گونه از سرده پروانه‌ماهی است.